# Medinilla sandakanensis
Medinilla sandakanensis är en tvåhjärtbladig växtart som beskrevs av Regalado. Medinilla sandakanensis ingår i släktet Medinilla och familjen Melastomataceae. Inga underarter finns listade i Catalogue of Life.